# Tommy's Rocking Horse
Tommy's Rocking Horse és una pel·lícula muda estatunidenca del gènere western de 1911. La pel·lícula va ser dirigida per Gaston Méliès, produïda per la Star Film Company i distribuïda per la General Film Company.

## Repartimentn
- Tommy Young: Tommy
- Francis Ford: